# Tomás Carlovich
Tomás Felipe Carlovich, noto come El Trinche, (Rosario, 19 aprile 1946 – Rosario, 8 maggio 2020) è stato un calciatore argentino, di ruolo centrocampista.
Il soprannome El Trinche (il significato, il momento in cui gli è stato attribuito e l'autore sono sconosciuti), si presume sia stato inventato da un suo vicino di casa quando Carlovich era un bambino.

## Biografia
Ultimo di sette fratelli, Tomás Carlovich nasce a Rosario nel 1946. Il padre, Mario Carlovich, era un immigrato croato trasferitosi in Argentina negli anni '30 per cercare fortuna. La famiglia risiedeva nel quartiere di Belgrano, dove il padre aveva trovato impiego come idraulico.
È morto a 74 anni, l'8 maggio 2020, dopo due giorni di coma in seguito all'aggressione subita durante un tentativo di furto della sua bicicletta.

## Caratteristiche tecniche
Calciatore talentuoso, era in possesso di una grande tecnica ed era un ottimo dribblatore. Era un giocatore elegante, ma lento.

## Carriera
Alla fine degli anni '60 iniziò a giocare a calcio nel Rosario Central (prima presenza nella massima serie argentina), ma ricevette maggior riconoscimento durante il suo periodo al Central Córdoba, con il quale raggiunse le promozioni nel 1973 e nel 1982.
Giocò inoltre nel Colón de Santa Fe, dove nel 1977 collezionò altre 2 presenze nella massima serie argentina, nell'Independiente Rivadavia e Deportivo Maipú. Carlovich si ritirò definitivamente nel 1986.

### Lo storico "tunnel in avanti e indietro"
Nel corso di un incontro tra Central Córdoba e Talleres de Remedios de Escalada, un sostenitore incoraggiò Carlovich a fare un doppio tunnel, muovendo la palla prima in avanti e poi indietro. Questa richiesta venne immediatamente soddisfatta da "El Trinche", provocando un'enorme ovazione dai suoi tifosi in tribuna. Questo tunnel si sarebbe ripetuto molte volte durante la sua carriera.

### La consacrazione nel 1974
L'ultima partita amichevole come preparazione per la Coppa del Mondo del 1974 si giocò tra la nazionale di calcio argentina e una squadra composta esclusivamente da giocatori nati a Rosario. Alcuni dei giocatori rosarini erano calciatori di spicco come Mario Kempes, Mario Zanabria, Daniel Killer, Carlos Aimar e Carlovich stesso.
Alla fine del primo tempo, la squadra di Rosario stava vincendo 3-0. La supremazia della squadra locale era così grande che l'allenatore della nazionale argentina, Vladislao Cap, chiese al suo collega di far uscire Carlovich, che stava umiliando gli avversari. Nel corso del secondo tempo, dopo circa quindici minuti, Carlovich venne sostituito. Il punteggio finale fu di 3-1.

## Riconoscimenti
Carlovich è considerato uno dei migliori giocatori della storia del calcio argentino. José Pekerman lo definì il miglior centrocampista centrale che avesse mai visto; César Luis Menotti ha anche dichiarato che: "Carlovich è uno di quei bambini il cui unico giocattolo è stata una palla da quando sono nati, vederlo giocare a calcio è stato impressionante". Ma le parole più significative di riconoscimento per Carlovich sono probabilmente quelle dette da chi è considerato forse il miglior calciatore argentino di sempre, Diego Armando Maradona: quando arrivò al Newell's Old Boys, e dopo essere stato definito da un giornalista come "il miglior calciatore della storia del club", Diego ha risposto: "Il miglior calciatore ha già giocato a Rosario, e il suo nome è Carlovich".
Nel 2019, Federico Buffa ha portato in teatro la storia di Carlovich con uno spettacolo dal titolo "Esta noche juega El Trinche", regia di Pierluigi Iorio. 

## Citazioni
- "Sono state dette molte cose su di me, ma la maggior parte non sono vere. Una cosa vera è che non mi è mai piaciuto stare lontano dal mio quartiere, la casa dei miei genitori, il bar dove vado di solito, i miei amici e "il Vasco" Artola, che mi ha insegnato come colpire la palla quando ero un ragazzo".[10]
- "A volte mi sono seduto sulla palla durante le partite, ma l'ho fatto solo per avere una pausa e non per prendere in giro l'avversario sul campo. Il mio stile di gioco di calcio è stato molto modesto, come lo è stata la mia vita, nonostante i peccati di gioventù che avrei potuto commettere".[10]
- "Il più bel regalo che il calcio mi ha dato sono il Central Córdoba e l'Independiente Rivadavia. Io li definirei i due amori della mia vita. In entrambe le squadre ho giocato i migliori anni della mia carriera, che è durata in tutto 16 anni come professionista. Con il 'Charrúas' ho ottenuto due campionati di seconda divisione, nel 1973 e nel 1982. Gli amministratori del club mi hanno pagato un bonus speciale per i tunnel e un doppio bonus con un doppio tunnel. I tifosi di solito mi incoraggiavano dalla tribuna gridando cose come: 'Vai Trinche, fai un doppio tunnel'".[10]

## Palmarès

### Club

#### Competizioni nazionali
- Primera C: 2

Central Cordoba: 1973, 1982

#### Competizioni regionali
- Liga Deportiva del Sur: 1[11]

Sporting de Bigand: 1965
- Copa Mendocina: 1

Independiente Rivadavia: 1976